# Hajós Márta
Hajós Márta Klára (Budapest, 1916. augusztus 7. – Budapest, 2000. július 16.) magyar geológus, botanikus, algológus.

## Élete
Hajós Mihály és Mahler Margit lányaként született. 1934-ben érettségizett a budapesti Szilágyi Erzsébet Leánygimnáziumban, majd 1939-ben a Pázmány Péter Tudományegyetemen szerzett természetrajz–földrajz szakos középiskolai tanári diplomát, 1940-ben pedig ugyanott bölcsészdoktorrá avatták. 
A Ranolder Intézet munkatársaként helyezkedett el, ezután 1942 és 1943 között a Tótkomlósi Állami Polgári Fiúiskolában, rövid ideig a Pestlőrinci Polgári I. sz. Fiúiskolában, majd 1946-ig a budapesti XIV. kerületi Egressy úti Polgári Fiúiskolában tanított.
1949-ben a Bányászati Kutatási és Mélyfúró Vállalat kutatógeológusa lett, majd 1950 és 1953 között a Magyar Állami Földtani Intézet (MÁFI) tudományos munkatársa és az Üledékkőzettani és Pollen-, illetve az Anyagfeldolgozó Laboratórium vezetője volt. Ezután a Vegyesásvány-bányászati Osztály, majd 1957-ben az Őslénytani Osztály osztályvezető-helyettese lett. 1963-ban a föld- és ásványtani tudományok kandidátusa lett. 1967-től 1968-ig a bécsi Geologische Bundesanstalt Mikropaleontológiai Laboratóriumának ösztöndíjas vendégkutatója, 1971 és 1972 között pedig az ELTE TTK Őslénytani Tanszék előadó tanára volt. 1982 és 1991 között a MÁFI nyugdíjas tudományos tanácsadója volt, ezalatt 1988-ban a finnországi Joensuei Egyetem meghívott előadójaként dolgozott. 1989-ben a földtudomány doktora lett. Tagja volt a MTA Paleobotanikai Albizottságának, a Magyar Rétegtani Bizottság Miocén Albizottságának és Pannóniai Munkabizottságának, a Magyarhoni Földtani Társulatnak és a Magyar Biológiai Társaságnak, valamint a Nemzetközi Diatoma-kutató Társaság.
Főleg a miocén ún. diatoma-rétegek üledékeinek földtörténeti, ősföldrajzi kutatásával foglalkozott, kidolgozta a diatomaföld egysejtű ősmaradványainak őslénytani vizsgálati módszerét, valamint meghatározta és elkülönítette a miocén biosztratigráfia diatoma és silico-flagellata zónáit. Doktori értekezésében az általa megvizsgált több mint 5500 feltárt kőzetmintából 678 diatoma taxont mutatott ki. 1973-ban részt vett a Glomar Challenger óceánkutató-hajó expedíciójában, itt a mélyfúrási kőzetek kovaalgáinak feldolgozását végezte, nyugdíjasként pedig a Balaton geológiai kutatásával, a fosszilis kovaalgák vizsgálatával foglalkozott.
Első férje Szurovy Géza (1917–1999) olajmérnök, egyetemi tanár volt, két gyermekük született. Válása után újraházasodott, második férje Orosz Tibor volt. 2000-ben hunyt el Budapesten, hagyatékát a Magyar Állami Földtani Intézetben őrzik.